# Donje Leskovice
Donje Leskovice (cyr. Доње Лесковице) – wieś w Serbii, w okręgu kolubarskim, w mieście Valjevo. W 2011 roku liczyła 441 mieszkańców.